# Mario Mieli
Mario Mieli (Milán, 21 de mayo de 1952 - 12 de marzo de 1983) fue un escritor y activista italiano, considerado como uno de los fundadores del movimiento de liberación LGBT en Italia y es, entre los autores italianos, el que se ocupó con más intensidad de los estudios sobre la homosexualidad en su concepto más amplio, tanto desde el punto de vista antropológico como histórico.
Ha dado nombre al Círculo de cultura homosexual Mario Mieli (Circolo di cultura omosessuale Mario Mieli), creado en Roma en 1983, el año de su muerte.

## Biografía
Mario Mieli nació en 1952 en una familia de la burguesía industrial católica, que obstaculiza el desarrollo de su personalidad hasta el punto de que lo internan en un hospital psiquiátrico.
Recibe un doctorado en Filosofía moral, cuya tesis será publicada en 1977 en forma revisada con el título de Elementi di critica omosessuale (Elementos de crítica homosexual) y que se convertirá en uno de los fundamentos de la teoría sobre género en Italia y, en menor medida, internacionalmente.
A principios de la década de 1970, parte hacia Londres, donde frecuenta el Gay Liberation Front local. De vuelta a Italia en 1971, forma parte de la fundación del F.U.O.R.I. - el primer movimiento de liberación gay italiano, con el que se distancia cuando, en 1974, éste forma una federación paritaria con el Partido Radical.
Entretanto, se dedica al teatro, provocando escándalos - por ejemplo, recordar el espectáculo La Traviata Norma. Ovvero: Vaffanculo... ebbene sì! (La Norma descarriada. O bien: a tomar por el culo... ¡pues sí!, 1976)
Se suicida a los 30 años el 12 de marzo de 1983, inhalando gas en su apartamento de Milán. Posiblemente, el hecho que su familia impidiera que se publicara su última novela, El despertar de los Faraones (Il risveglio dei Faraoni), lo habría llevado a tomar tal determinación, ya que si bien intentó publicar copias piratas el año de su muerte, su familia tomó acciones legales para que  éstas fueran destruidas. Dicho libro no sería publicado oficialmente hasta 1994.

## El personaje
Mario Mieli fue uno de los primeros en contestar las categorías de género vistiéndose siempre de forma femenina; coprófago sin complejos, empleó su imagen también para apoyar la batalla de los derechos individuales inalienables.
Aparece retratado bajo el nombre de «María» en la novela Turbamento de Dario Bellezza.

## El pensador
Mario Mieli, junto con Ferruccio Castellano, Massimo Consoli, Elio Modugno, Angelo Pezzana y Nicolino Tosoni, forma parte de los primeros estudiosos y activistas del movimiento de liberación gay italiano. Todos compartían la convicción de que la eliminación de la homofobia ancestral se debía basar sobre el conocimiento de la propia identidad, censurada desde el nacimiento por la cultura dominante, a la que acusaban de ser antropológicamente sexófoba y obstinadamente homófoba. Partían de esa base para luchar contra la discriminación oponiéndose a aquellos que se identificaban con una sexualidad automáticamente definida como natural y normal.
Buscó el núcleo de la cuestión que los homosexuales tenían que enfrentar no sólo en la oposición heterosexualidad - homosexualidad, sino también en la denuncia de la inconsistencia y del vicio ideológico del principio de la «monosexualidad». A esta perspectiva unilateral, incapaz de aceptar la naturaleza ambivalente y dinámica de la dimensión sexual, opone un principio de eros libre, múltiple y polimorfo.
Abrazó el marxismo, buscando remodelarlo en función de la lucha por la liberación homosexual, por una liberación plena y entera de todos los homosexuales.